# Ramón María del Valle-Inclán

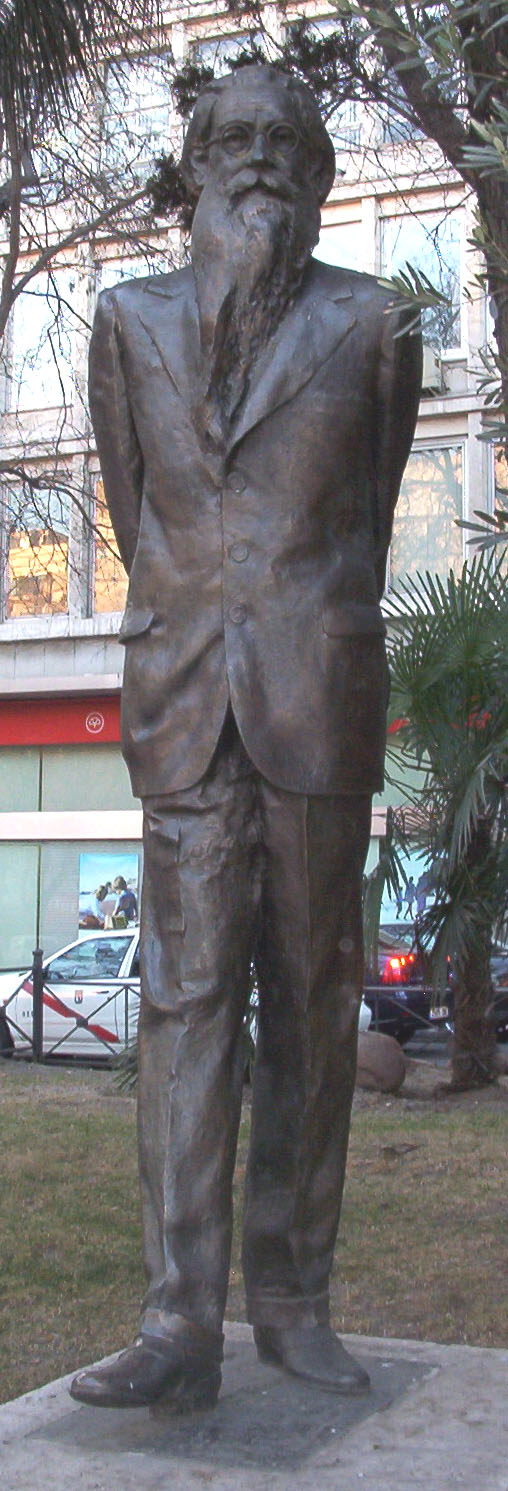
Estátua dedicada a Valle-Inclán pelo Círculo de Bellas Artes de Madrid, localizada no Paseo de Recoletos de Madri.

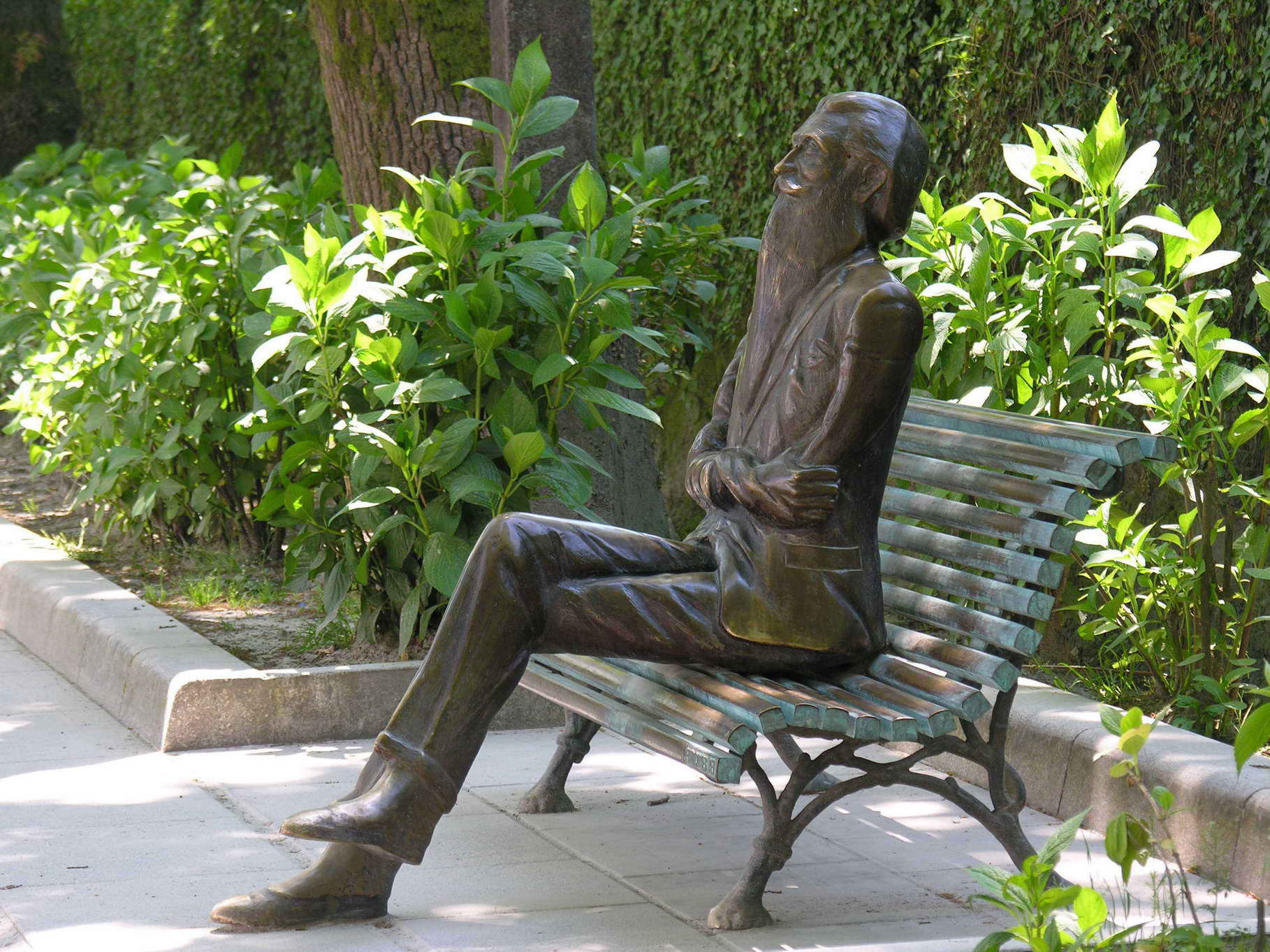
Estátua de Valle-Inclán na Alameda de Santiago de Compostela.

Ramón Maria del Valle-Inclán, pseudónimo de Ramón José Simón Valle y Peña (Vilanova de Arousa, 28 de Outubro de 1866 — Santiago de Compostela, 5 de Janeiro de 1936) foi um romancista, poeta, ator e dramaturgo espanhol. Era filho de Ramón del Valle Bermúdez e Dolores Peña Montenegro, ambos de famílias fidalgas galegas. O pai era jornalista, chefe do negociado de governo e secretário do Governo Civil de Pontevedra, amigo de Manuel Murguía e de Andrés Muruáis. Homem culto e liberal, cultivou a poesia e a arqueologia.
Pouco se sabe a respeito dos anos de sua infância e juventude. Cursou Direito na Universidade de Santiago de Compostela, sem chegar a concluir o curso. Viajou para o México em 1892. Fixado em Madrid, em 1895, aí iniciou a sua actividade literária, escrevendo contos e artigos para a imprensa da época. Viveu em França, de 1914 a 1918. Foi professor catedrático de Estética, na Academia de Belas Artes de San Fernando (1916) e presidente do Ateneo de Madrid (1932). Valle-Inclán representa a uma literatura modernista, detendo uma obra inconfundível.
Foi amigo de Rubén Darío e um dos maiores escritores da chamada geração de 98 na Espanha, que inclui nomes como Antonio Machado, Pío Baroja, Miguel de Unamuno, Azorín e Jacinto Benavente. Influenciou profundamente novelistas latino-americanos como Rómulo Gallegos, Miguel Ángel Asturias, Alejo Carpentier e Gabriel García Márquez.

Valle-Inclán não tinha um dos braços. A causa nunca foi oficialmente reconhecida pelo escritor, mas acredita-se que tenha sido em decorrência de uma briga pessoal com o escritor Manuel Bueno. Também se cogita que possa ter sido em decorrência da repressão policial em um comício anarquista.

## Cronologias

### Vida[3]
- 1866 Nasce na Casa do Cuadrante de Vilanova de Arousa (Pontevedra), em 28 de outubro.
- 1877 Muda-se para Pontevedra para lá estudar.
- 1886 Começa os estudos de Direito na Universidade de Santiago.
- 1890 Morre-lhe o pai. Abandona a carreira universitária.
- 1892 Viaja a Madri e depois ao México.
- 1893 Volta à Espanha, instalando-se novamente em Pontevedra e frequentando os círculos intelectuais locais.
- 1895 Muda-se para Madri. Conhece Benavente, Pío e Ricardo Baroja, Gómez Carrillo, Alejandro Sawa e outros.
- 1897 Publica sua primeira obra.
- 1899 Perde o braço esquerdo.
- 1907 Casa-se com a atriz Josefina Blanco.
- 1910 Viaja pela América (Argentina, Chile, Paraguai e Bolívia) com a mulher. Nasce sua primeira filha, Concepción.
- 1911 Viaja pela Espanha em companhia de María Guerrero.
- 1912 Instala-se en Cambados com a família.
- 1914 Nasce seu primeiro filho, Joaquín, que morre pouco depois em um acidente.
- 1916 Viaja a París e àos fronts de guerra como correspondente. É nomeado catedrático de Estética da Academia de Belas Artes de San Fernando.
- 1917 Muda-se para a fazenda, com a intenção de dedicar-se à exploração agrícola. Nasce o terceiro filho, Carlos.
- 1919 Nasce o quarto filho, María de la Encarnación (Mariquiña).
- 1921 Visita o México, os EUA e Cuba.
- 1922 Nasce-lhe o quinto filho, Jacobo (Jaime).
- 1923 Fim da experiência agrícola. Muda-se para a cidade de Pobra do Caramiñal.
- 1924 Nasce-lhe o sexto filho, Ana María.
- 1924 Muda-se com a família para Madri. Participa en Mondariz da criação da Asociación de los Amigos de Galicia, junto a Ramón Cabanillas, Enrique Peinador e Victoriano García Martí.
- 1929 É preso por negar-se a pagar uma multa.
- 1931 Apóia a recém-nascida II República Espanhola.
- 1932 É nomeado Conservador do Patrimônio Nacional e eleito Presidente do Ateneo de Madri. Dissolve o casamento.
- 1933 É nomeado Diretor da Academia Espanhola de Belas Artes, em Roma
- 1934 Volta a Madri.
- 1935 Interna-se na clínica do Dr. Villar Iglesias, em Santiago de Compostela.
- 1936 Morre em 5 de janeiro na clínica onde estava internado.

### Obra[3][4]
1895
- Femeninas (relatos)

1897
- Epitalamio (relatos)

1899
- Cenizas (teatro)

1900
- La cara de Dios (novela)

1902
- Sonata de otoño (novela)

1903
- Corte de amor (relatos)
- Jardín umbrío (relatos)
- Sonata de estío (novela)

1904
- Sonata de primavera (novela)
- Flor de santidad (novela)

1905
- Sonata de invierno (novela)
- Jardín novelesco (relatos)

1907
- Historias perversas (relatos)
- Águila de blasón (teatro, da série Comedias bárbaras)
- El marqués de Bradomín. Coloquios románticos (teatro)
- Aromas de leyenda (poesía)

1908
- Romance de lobos (teatro, da série Comedias bárbaras)
- El yermo de las almas (teatro)
- Los cruzados de la Causa (novela, da série La guerra carlista)
- Corte de amor. Florilegio de honestas y nobles damas (relatos)

1909
- Una tertulia de antaño (novela)
- 'Cofre de sándalo (relatos)
- El resplandor de la hoguera (novela, da série La guerra carlista)
- Gerifaltes de antaño (novela, da série La guerra carlista)

1910
- Cuento de abril (teatro)
- Las mieles del rosal (antologia de contos)
- La cabeza del dragón (teatro)

1911
- Voces de gesta (teatro)

1912
- El embrujado (teatro)
- La marquesa Rosalinda (teatro)

1916
- La lámpara maravillosa (ensaio)
- La medianoche. Visión estelar de un momento de guerra (crônicas)

1917
- En la luz del día ou Un día de guerra. (Visión estelar) Segunda Parte (novela)

1919
- La pipa de kif (poesía)
- Divinas palabras. Tragicomedia de aldea (teatro)

1920
- El pasajero. Claves líricas (poesía)
- Luces de bohemia (teatro)
- Farsa de la enamorada del rey (teatro)
- Farsa y licencia de la Reina Castiza (teatro)

1921
- Los cuernos de don Friolera (teatro)

1922
- ¿Para cuándo son las reclamaciones diplomáticas? (teatro)

1923
- Cara de plata (teatro, da série Comedias bárbaras)

1924
- La rosa de papel (teatro)
- La cabeza del Bautista (teatro)

1926
- Tablado de marionetas para educación de príncipes (coletânea que inclui Farsa y licencia de la reina castiza, Farsa italiana de la enamorada del rey e Farsa infantil de la cabeza del dragón)
- El terno del difunto (teatro)
- Ligazón. Auto para siluetas (teatro)
- Tirano Banderas (novela)

1927
- La corte de los milagros (novela, da série El Ruedo Ibérico)
- La hija del capitán. Esperpento (teatro)
- Sacrilegio. Auto para siluetas (teatro)
- Retablo de la avaricia, la lujuria y la muerte (coletânea que inclui Ligazón, La rosa de papel, La cabeza del Bautista, El embrujado e Sacrilegio)

1928
- Fin de un revolucionario. Aleluyas de la Gloriosa (novela)
- ¡Viva mi dueño! (novela, da série El Ruedo Ibérico)

1930
- Claves líricas (coletânea da poesía completa)
- Martes de carnaval. Esperpentos (coletânea que inclui Las galas del difunto ou El terno del difunto, Los cuernos de don Friolera e La hija del capitán)

1932
- Baza de espadas: vísperas septembrinas (novela, da série El Ruedo Ibérico, incompleta)

1936
- El trueno dorado (novela, da série El Ruedo Ibérico, fragmento)
- Flores de almendro (coletânea de contos)

## Estilo e obras

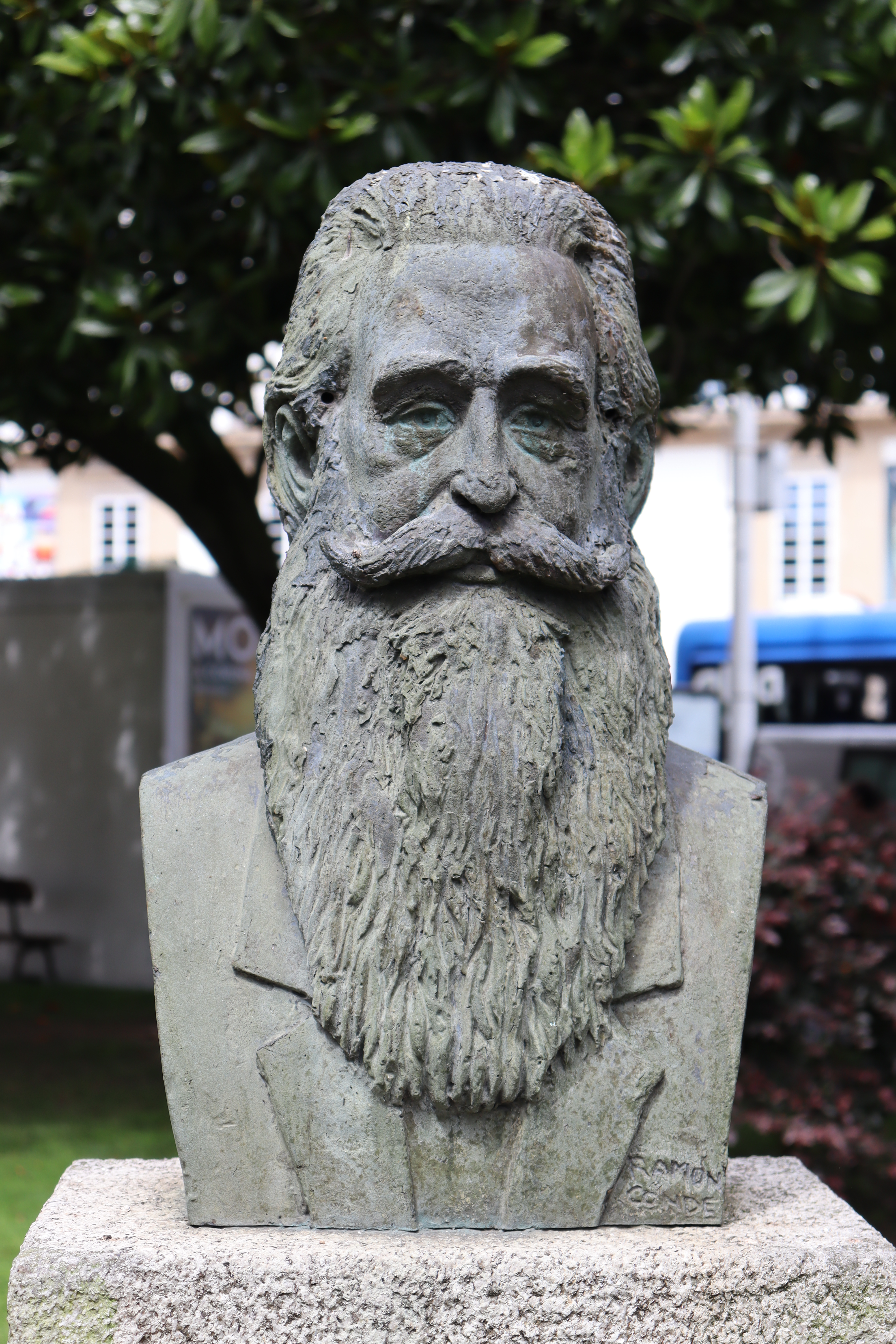
Busto de Valle-Inclán na Corunha, Galícia, (Espanha).

### Evolução geral
A obra literária de Valle-Inclán apresenta, segundo Fernando Lázaro Carreter, uma evolução que se pode dividir em três etapas cronologicamente sucessivas:
1. Etapa inicial: modernismo "clássico" ou "canônico", baseado no Realismo burguês (até 1907);
2. Etapa de transição: quando começa a afastar-se dos cânones tradicionais (de 1907 até 1920);
3. Ciclo esperpêntico: após 1920, quando cria sua própria forma particular de expressão.

Em todas essas etapas, o mundo rural da Galiza é o espaço principal para onde se dirige a mirada do autor.

### Modernismo canônico
Nesta etapa, predomina um esteticismo baseado nos cânones formais burgueses, além de uma temática regionalista. A
Galiza é retratada como um território primitivo e mítico, onde o real e o imaginário, o aristocrático e o popular se mesclam perfeitamente. O mundo antigo que se desfaz com o progresso é visto sob uma perspectiva nostálgica.

### Etapa de transição
A este período pertencem as duas trilogías Comedias bárbaras e La Guerra carlista. O escritor, ainda preso aos cânones estéticos tradicionais, mostra um início de crítica do mundo rural galego, denunciando seus aspectos de miséria e brutalidade.

### O ciclo esperpêntico
O ciclo esperpêntico é o conjunto de obras de Valle-Inclán que emprega o estilo que ele chamou de esperpentismo. A partir daí, Valle-Inclán corta sua ligação com o lirismo romântico, ainda presente na fase anterior de sua carreira. O significado habitual da palavra esperpento é feio, desalinhado, por extensão, coisa extravagante ou absurda; na estética de Valle-Inclán, a palavra denota um estilo baseado na deformação da realidade, técnica expressionista entendida por ele como necessária para retratar adequadamente a realidade de então:

Max: Os ultraístas

são uns farsantes. O esperpentismo foi inventado por Goya

. Os heróis clássicos foram passear no beco do Gato.

Dom Latino: Você está completamente bêbado.

Max: Os heróis clássicos refletidos nos espelhos côncavos produzem o esperpento. O sentido trágico da vida espanhola só pode ser representado com uma estética sistematicamente deformada.

Dom Latino: Miau! Você está delirando!

Max: A Espanha é uma deformação grotesca da civilização européia.

Dom Latino: Pudera! Eu desisto!

Max: As imagens mais belas num espelho côncavo são absurdas.

Dom Latino: Concordo. Mas eu me divirto me olhando nos espelhos da rua do Gato.

Max: E eu. A deformação deixa de existir quando sujeita a uma matemática perfeita. Minha estética atual é transformar com matemática de espelho côncavo as normas clássicas.

Dom Latino: E onde está o espelho?

Max: No fundo do copo.

Dom Latino: Você é um gênio! Eu tiro o meu crânio!

O "manifesto" acima deixa claro que Valle-Inclán não se satisfazia com as conquistas puramente estéticss, e que fazia questão não apenas de ser original, mas também de produzir textos com impacto social. Também esclarece que a técnica do esperpentismo consiste em deformar a realidade, e que essa deformação deve processar-se por meio do exagero. A caricatura resultante precisa ser "matematicamente" perfeita, a ponto de a deformação deixar de existir como deformação, passando a refletir perfeitamente os contrastes, cinismos, encantos e brutalidades da vida contemporânea.
São obras do ciclo esperpêntico os dramas Luces de bohemia e Martes de Carnaval (trilogia composta por La hija del capitán, Las galas del difunto e Los cuernos de Don Friolera), os romances da série Ruedo ibérico e o romance Tirano Banderas.

Alguns também incluem aqui as Divinas palabras, que não foram expressamente classificadas assim pelo autor, mas que apresentam características similares e forma escritas na mesma época.

## Anedotário
São muitas as anedotas registradas a respeito do escritor.
- O escritor contava a história da perda do braço de diversas maneiras. A mais comum era a seguinte: Entrando numa estalagem, vi ao fogo uma panela de cozido, cheirei-a e entendi que faltava uma coisa, então cortei meu próprio braço e misturei-o à carne, às couves e às batatas."
- Perguntado a respeito de por que tinha viajado ao México na juventude, Valle-Inclán respondia: Ora, porque México se escreve com 'X'.
- Certa vez, passando em frente a um cemitério, viu que estavam levantando uma grade. Procurou o encarregado e recomendou: Não insista com a tolice dessa grade. Os que estão dentro não pensam sair e os que estão foram não pensam entrar.